# Farářský rybník (Čížovka)
Farářský rybník je rybník o rozloze vodní plochy 0,59 ha nalézající se na bezejmenném potoce, přítoku říčky Kněžmostka asi 0,7 km východně od centra obce Drhleny, místní části města Kněžmost v okrese Mladá Boleslav. Podél rybníka prochází cyklotrasa č. 4014 vedoucí z městečka Kněžmost na rozcestí Pod Žehrovkou.
Rybník je využíván pro chov ryb a v létě i pro rekreaci. U rybníka se nalézá chatová osada.

## Galerie

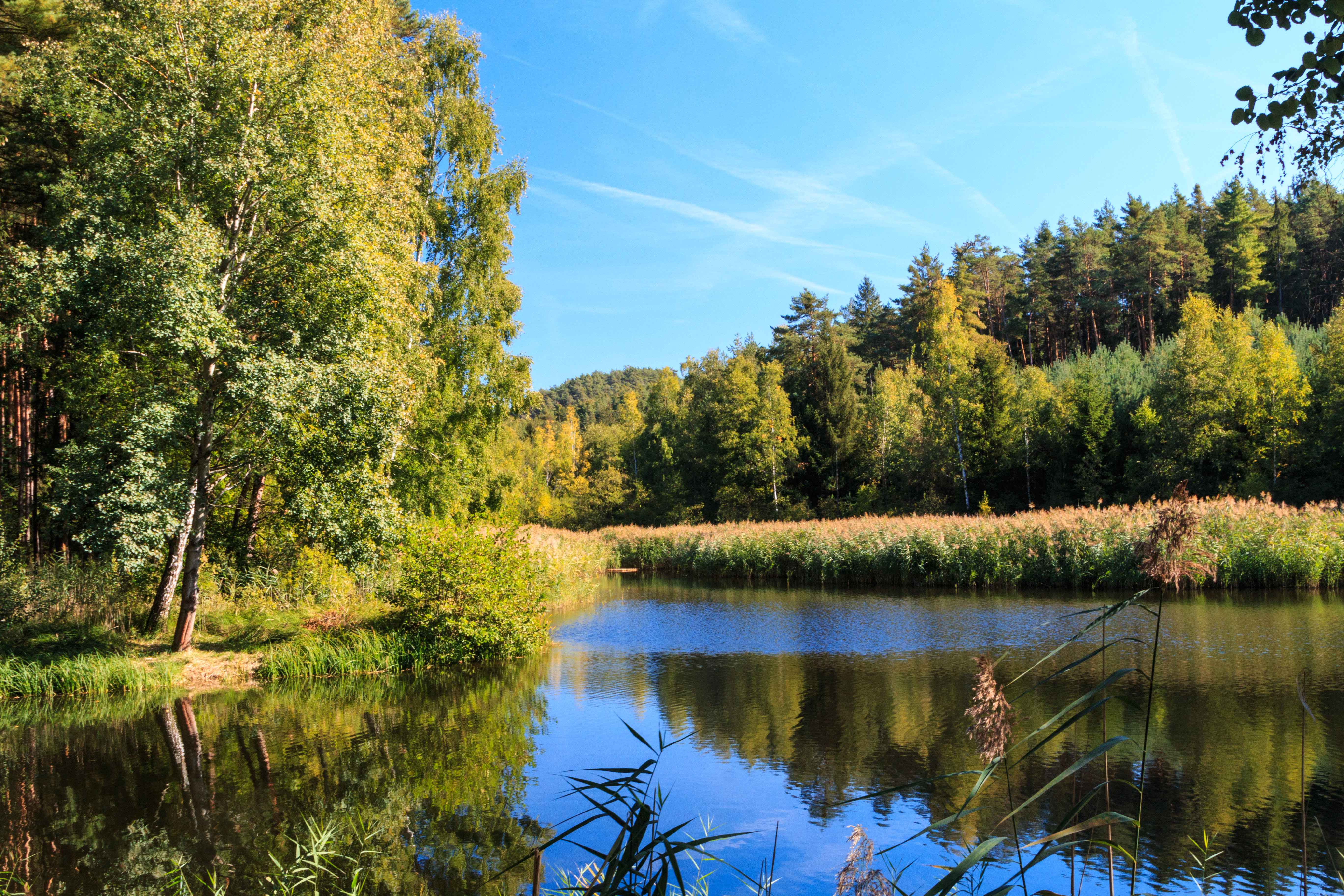
pohled na Farářský rybník u Drhlen
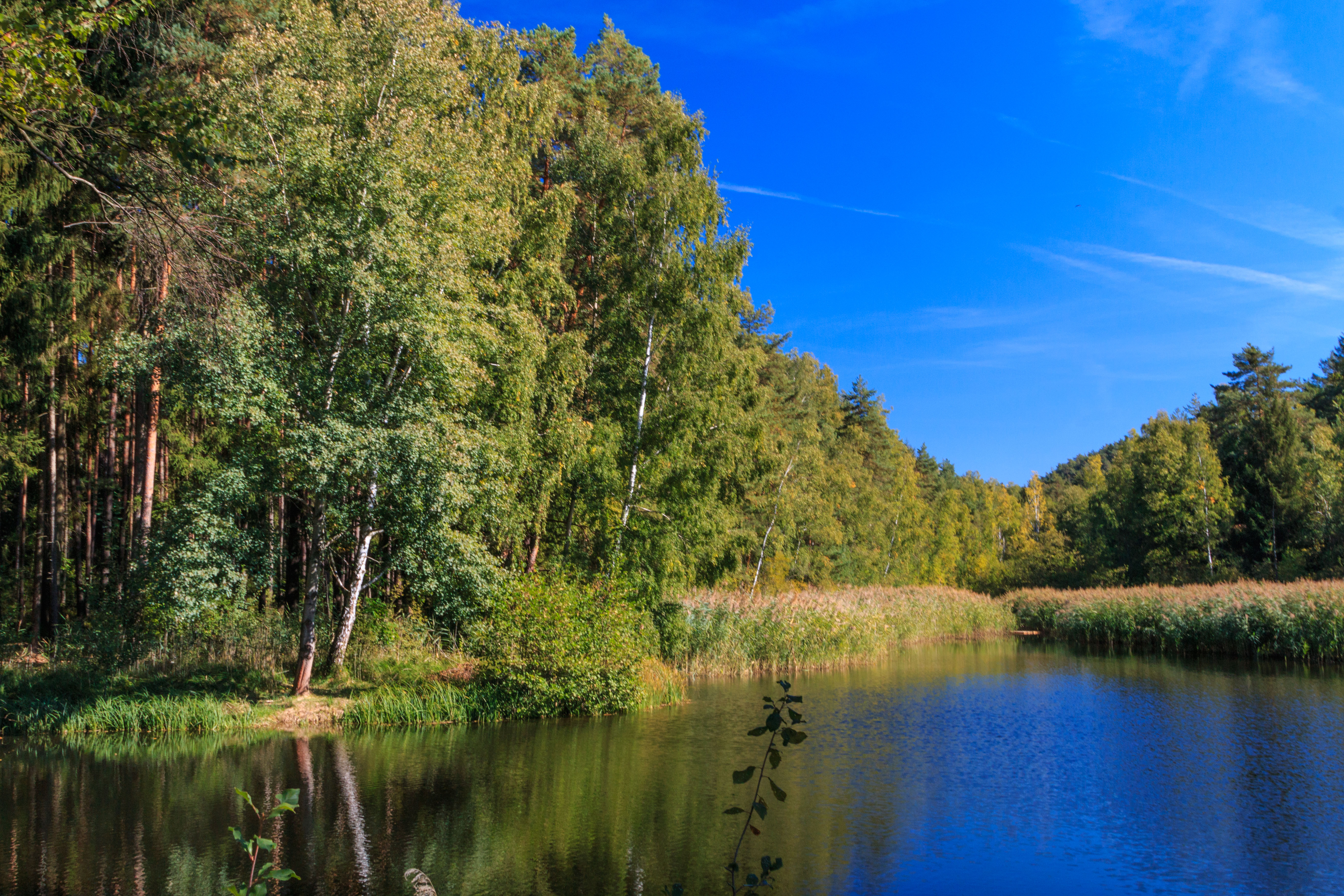
pohled na Farářský rybník u Drhlen
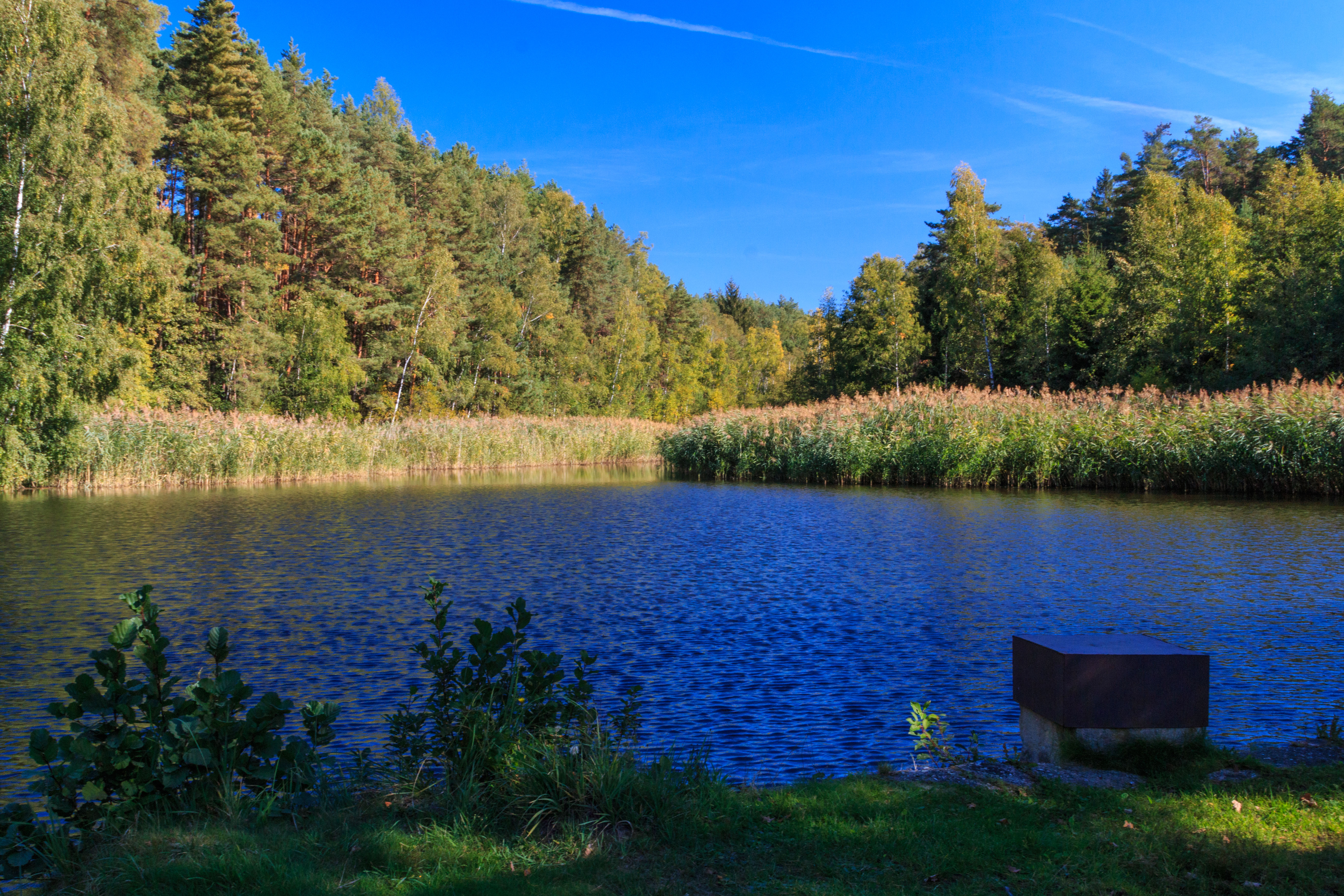
pohled na Farářský rybník u Drhlen
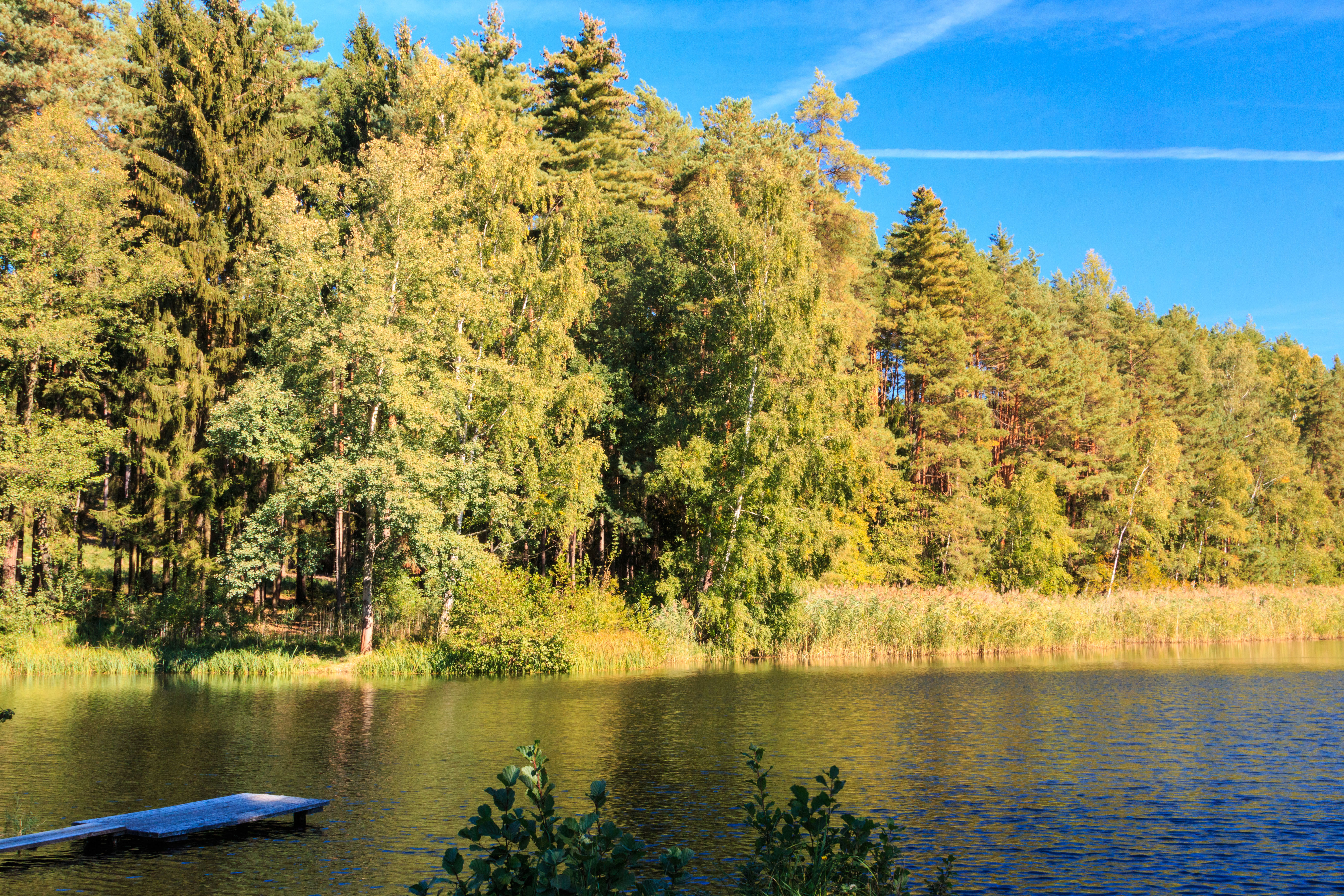
pohled na Farářský rybník u Drhlen